# جائزة كتالونيا الكبرى للدراجات النارية 2003
جائزة كتالونيا الكبرى للدراجات النارية 2003 هو سباق دراجات نارية أقيم بتاريخ 15 يونيو 2003 في حلبة دي كاتلونيا. كان الجولة السادسة من أصل 16 في سباق الجائزة الكبرى للدراجات النارية موسم 2003. فاز الإيطالي لوريس كابيروسي بفئة الموتو جي بي بينما جاء الإيطالي فالنتينو روسي في المركز الثاني وحصل على المركز الثالث الإسباني سيت جيبيرنو.

## وصلات خارجية
- الموقع الرسمي